# الوقواق العقيم
الوقواق العقيم (بالإنجليزية: The Sterile Cuckoo)‏ هي رواية صدرت عام 1965 من قبل جون نيكولز. تروي القصة عن زوجين شابين غريبي الأطوار -بوكي آدامز خيالية، وجيري باين تقليدي - تتعمق علاقتهما على الرغم من اختلافاتهما، ولكن في نهاية المطاف تنهار. تم تعيينه إلى حد كبير في كلية شرقية في أوائل الستينات.
جاء العنوان من قصيدة لا معنى لها كتبتها بوكي قرب نهاية الرواية، بعد أن قامت هي وجيري بعقد اتفاق انتحار:
اوه، مرحبا هو في غابات اللافندر/ الوقواق العقيم يبكي؛
اوه، مرحبا هو في غابات لافندر/ الوقواق العقيم يموت؛
وقواق! وقواق! وقواق! وقواق!
في الظلام الحقيقي للروح انها دائما الثالثة صباحا. (F. S. Fitz[gerald] – P. Adams)

## ملخص الكتاب
عندما قابل (جيري باين) البالغ من العمر ثمانية عشر عاماً لأول مرة (بوكي آدامز) في محطة الحافلات  فريارسبيرغ أو كلاهوما، هو بالكاد يدرك أن هذه اللحظة تمثل بداية أكثر علاقة حب لا تنسى في حياته.في خضم سخطه (ومع ذلك سحر سرا) من مونولوجها الهزلي، يشعر جيري بالارتياح لتركها في سانت لويس بينما يستمر في طريقه إلى نيويورك. معتقدًا أنه رأى آخرها، يتوجه إلى الكلية فقط ليتم متابعته بسبعة عشر رسالة طويلة، وقبل أن يعلم أنه متورط مع فتاة تبدو مجنونة وصادقة بشكل مذهل تعشقه خلال العامين المقبلين، تساعد بوكي جيري على ترك الرجل الذي يبحث عن المتعة، والذي  أصبح مليئًا بالمرح، حيث تعلمه أن يفتح قلبه لها. ثم فجأة كما ظهرت في حياته، تختفي منها، تاركةً وراءها أثراً أبدياً من الحب والتعجب.
تم اقتباس نسخة سينمائية من الرواية عام 1969 من قبل ألفين سارجنت وإخراج آلان باكولا. ومن بطولة ليزا مينيلي وويندل بيرتون.